# BSG Stahl Riesa
Ballsportgemeinschaft Stahl Riesa e. V. – niemiecki klub piłkarski z siedzibą w mieście Riesa, występujący w Sachsenlidze, stanowiącej szósty poziom rozgrywek w Niemczech.

## Historia
Klub został założony w 1903 roku jako SC Riesa, a dwa lata później zmienił nazwę na Riesaer SV. W 1917 roku połączył się z FC Wettin. W 1936 roku awansował do Gauligi Sachsen, będącej wówczas najwyższym poziomem rozgrywek. Spędził w niej sezon 1936/1937, podczas którego spadł z ligi. W 1940 roku ponownie awansował do Gauligi i występował w niej do końca jej istnienia w 1945 roku. W tym samym roku klub został rozwiązany i zastąpiony przez SG Riesa. W 1948 roku zmienił nazwę na BSG Stahl Riesa. Od 1949 roku grał w Landeslidze Sachsen, następnie od 1952 roku w Bezirkslidze, a w 1955 roku rozpoczął występy w trzeciej lidze NRD. W sezonie 1962/1963 awansował do drugiej ligi, a w sezonie 1967/1968 do pierwszej. Do końca istnienia ligi NRD w 1991 roku, spędził w niej 16 sezonów, a także 7 sezonów w drugiej. Po zjednoczeniu Niemiec, rozpoczął starty w Oberlidze.

## Reprezentanci kraju grający w klubie
- Sven Kmetsch
- Ralf Hauptmann
- Thomas Dennstedt
- Frank Lieberam
- Rainer Sachse
- Frank Richter
- Peter Kotte
- Lothar Kurbjuweit